# Szeleta-barlang
A Szeleta-barlang a Magyarországon végzett első barlangi ásatások egyik helye. A biztos és alapvető régészeti leletegyüttest szolgáltató, Magyarországon található négy barlang egyike. A másik három a Diósgyőrtapolcai-barlang, az Istállós-kői-barlang és a Pes-kő-barlang. A szeleta-kultúra névadója. Az utolsó interglaciális elejétől több mint 100 000 éven keresztül lakott volt. Magyarország fokozottan védett barlangjai közül az egyik.

## Leírás
A barlang bejárata a Bükki Nemzeti Parkban, a Szinva völgyétől 98 méterrel magasabban, Lillafüred szélén, a Szeleta-tető déli oldalán, 347 m tengerszint feletti magasságban található. Bejárata a hámori temetővel szemben helyezkedik el.
A barlang triász korú kőzetben jött létre. A bejárat utáni lejtőn leereszkedve, a bejárati csarnokban egy mélyedés található, amely az egykori, 12 m mélyre hatoló feltárás helyén maradt. Az oldalfalon, több méter magasságban látható egy fekete vonal, amely azt jelzi, hogy a feltárás megkezdése előtt hol volt a kitöltés eredeti szintje. A bejárati csarnokból balra a rövidebb, egyenesen pedig a hosszabb barlangi ágba lehet jutni. Az inaktív forrásbarlang hossza 115 m, mélysége 3,5 m, magassága 13 m, függőleges kiterjedése 16,5 m és vízszintes kiterjedése 63 m.
A barlang az irodalomban Szeleta barlang (Kadić, 1907), Szeletabarlang (Kadić, 1907), Szeleta Cave (Ringer, 1989) és Szeletaoldali barlang neveken is előfordul.

## Régészet
A Földtani Közlöny 1907. évi évfolyamában publikált és Kadić Ottokár által írt tanulmányban szó van arról, hogy Kadić Ottokár bejárta a Szinva völgyének rendszeréhez tartozó mészkőterületet és itt, Alsóhámor határában meglátogatta a Szeleta barlangot. A 17 megtekintett barlang közül 6 olyan barlang volt, pl. a Szeleta barlang, amelyet leginkább alkalmasnak talált arra, hogy abban őslénytani és régészeti kutatásokat végezzenek. November 14-től november 20-ig próbaásatásokat végzett a barlangban és rábukkant a pleisztocénben itt élt ősember nyomára.
A barlang előcsarnokába vágott 12×2 méteres és 6,5 méter mély kutatóárok pleisztocén rétegeiben a rengeteg barlangi medve csont mellett tűzhely nyomára bukkantak. A csontokon található törésnyomokat és kopásnyomokat emberkéztől valónak tulajdonította Kadić Ottokár, de ezt az elméletét az 1907. évi, tavaszi, bécsi tanulmányútján, a cs. kir. udvari múzeum szakembereivel történt konzultáció után elvetette. A bemutatott faszénnyomok azonban egyértelművé tették az ősember szeletai előfordulását.
A Magyar Királyi Földtani Intézet Kadić Ottokár kérésére elrendelte az ásatás folytatását 1000 korona költséggel. A munka 1907. május 15-től június 30-ig folytatódott a barlangban. Rendkívül fontosnak tartotta a leletek rétegtani rögzítését, hogy a korukat bizonyítani lehessen, ezért nagyon gondosan járt el az ásatás során. A barlang előcsarnokában felásandó területet 2×2 méteres négyzetekre osztva, minden lelet helyét rétegenként, gondosan rögzítve haladtak. A holocén rétegekben cserépedény töredékeket és csiszolt kőeszközöket talált. A pleisztocén rétegekből kerültek elő a keresett, paleolit kőeszközök, összesen 40 darab.
A talált leletek indokolták az ásatás folytatását, amelyet október 18-tól december 3-ig folytatott. A számos kőeszköz megtalálásán kívül a legfontosabb felfedezése volt a főfolyosó hátsó részén talált, pleisztocén kultúrréteg.

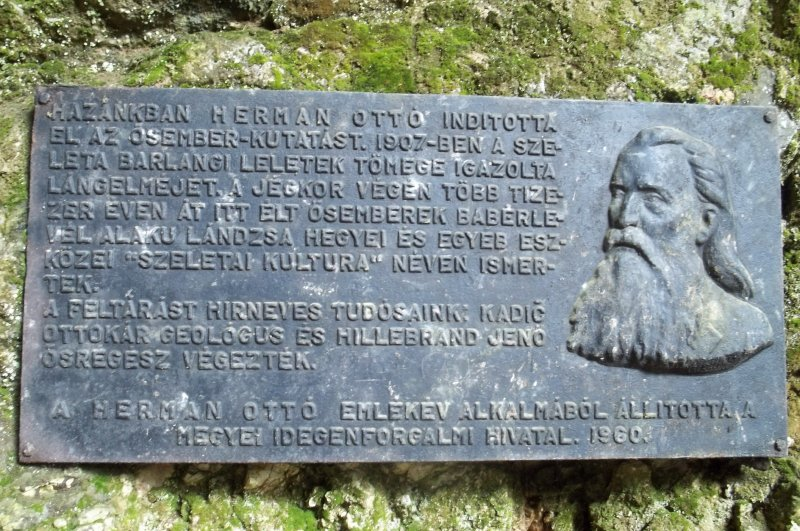
A Szeleta-barlangban lévő, Herman Ottó emlékét őrző emléktábla

Mivel Magyarországon nem volt leletanyag, amellyel össze lehetett volna hasonlítani, 1908 februárjában az összegyűjtött anyaggal Kadić Ottokár Bécsbe utazott, ott azonban kellemetlen meglepetés érte. Hugo Obermaier a különösen szépen megmunkált, babérlevél alakú hegyek valódiságát kétségbe vonta, ugyanis a kőeszközökről hiányzott a máshonnan előkerült leleteken található patina, úgy néztek ki, mintha nemrég készítették volna őket. Azonban a leletek többségéről, kétséget kizáróan elismerte, hogy eredetiek.
Az ásatásokat 1909 tavaszáig folytatták a földtani intézet költségén, amely addig 4000 korona volt és ekkor az intézet a kutatást befejezettnek tekintette. Azonban az addigi munkák során főleg a felső rétegeket kutatták át és ezért megnyerte a Miskolci Múzeum vezetőségét az ásatás anyagi támogatására. A földtani intézeti, hivatalos elfoglaltsága miatt nem tudott folyamatosan a helyszínen tartózkodni és ezért 1909 tavaszán felkérte Hillebrand Jenőt munkatársnak, aki ezt elvállalta, és még ebben az évben részt is vett az ásatásokon. Az ásatás során elérték a barlang fenekét 12,5 méter mélységben, így már rendelkezésükre állt a barlangi üledéknek a teljes rétegsora.
A 130 000 évtől 20 000 évig folyamatos fejlődést mutató bábonyi és szeleta típusú leletegyüttesnek, illetve a többi, őskőkorszaki kultúra jelenlétének köszönhetően az egyik legjelentősebb, őstörténeti nevezetessége Európának.

## Kutatástörténet

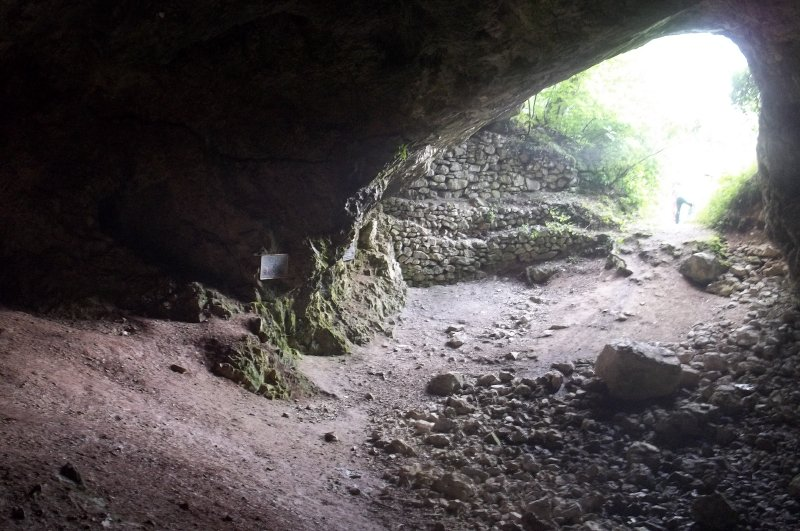
A Szeleta-barlang belseje

Az 1926. évi Esztergom Évlapjaiban már említették, hogy a tervszerű magyarországi barlangkutatások csak 20 éves múltra tekintenek vissza. Az első átgondolt barlangkutatást Herman Ottó kezdeményezésére Kadić Ottokár végezte a Miskolc melletti Szeleta-barlangban. A Jankovich-barlangban sikerült a magyarországi solutréi kultúra kialakulásának egy új fázisát kimutatni, amely a Szeleta-barlang protosolutréi és a Szeleta-barlang legfelsőbb rétegéből előkerült klasszikus solutréi formákat áthidalja. A Turisták Lapja 1931. évi évfolyamában lévő, A lillafüredi barlangok idegenforgalmi jelentőségéről című tanulmányban leírták, hogy főleg tudományos szempontból váltak híressé a Bükk hegység barlangjai. Vannak azonban a Bükk hegységnek olyan barlangjai is, amelyek idegenforgalmi és közgazdasági szempontból is fontosak. Ezek: a Szeleta-barlang, a Herman Ottó-barlang, a Kecske-lyuk, a Büdös-pest, az Anna-barlang és a Szent István-barlang.
Az 1932-ben kiadott, Az Aggteleki cseppkőbarlang és környéke című könyvben, a Bükk hegység barlangjairól szóló részben már szó van arról, hogy Hámor határában, a Szeleta-tető alatt van a Szeleta-barlang bejárata. Nem látványos barlang, de tudományos és tudománytörténeti szempontból nagyon nevezetes, mert ez volt Magyarországon az első olyan hely, ahol módszeresen  összegyűjtötték az ősember biztos nyomainak érdekes anyagát, kultúrájára vonatkozó tárgyakat. Az ismertetést 5 publikáció alapján írták. (A Szeleta-barlang közelében helyezkedik el a Büdös-pest.) Az 1932-ben napvilágot látott, Természetvédelem és a természeti emlékek című könyvben megismételték a könyv 1931. évi kiadásának Szeleta-barlangot tárgyaló részeit.
Az 1939. évi Barlangvilágban megjelent, Kadić Ottokár által írt dolgozat szerint a Bükk hegységben található Szeleta-barlangban, Balla-barlangban, Herman Ottó-barlangban, Kecske-lyukban, Három-kúti-barlangban, Istállós-kői-barlangban, Büdös-pestben és Puskaporosi-kőfülkében végzett rendszeres ásatások annyi őslénytani és ősrégészeti anyagot szolgáltattak, hogy abból megtelne egy múzeumi terem. Az 1941-ben napvilágot látott Magyar turista lexikonban külön szócikke van a barlangnak. A kiadványban leírják, hogy a Szeleta barlang (Bükk hegység) Lillafüred közelében, a Szeleta-tető alatt helyezkedik el. A magyarországi ősember egyik leggazdagabb lelőhelye. Ásatásait 1906-ban kezdték el, de csak az első világháború után fejezték be. A leletek a Magyar Nemzeti Múzeumba, a Borsodi Miskolci Múzeumba és a Magyar Királyi Földtani Intézetbe kerültek. A barlang előcsarnoka 20 m hosszú, 15 m széles és 8 m magas. Ebből nyílik egy 40 m és egy 30 m hosszú folyosó.

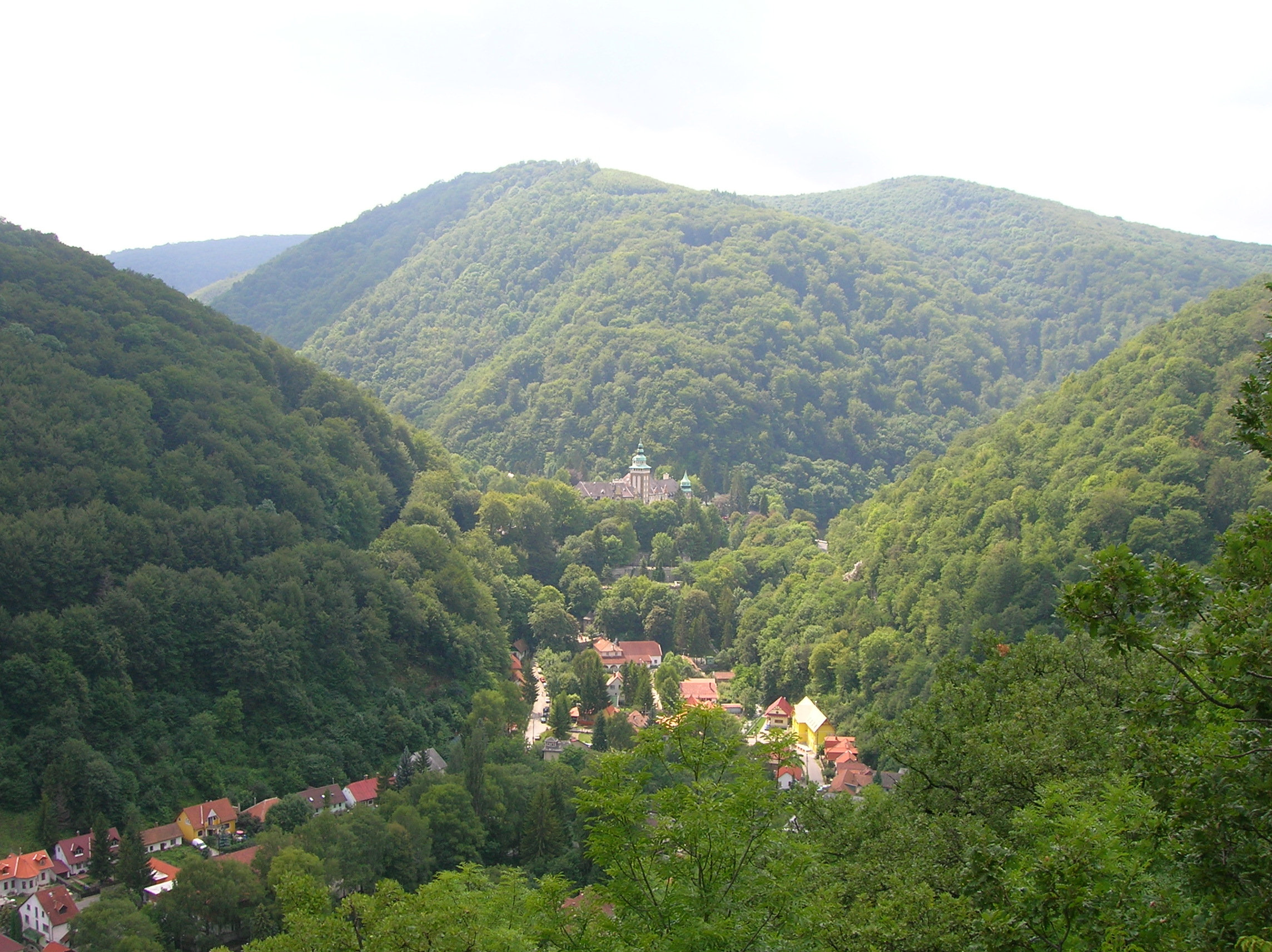
Kilátás a Szeleta-barlang bejáratának közeléből

Az Országjárás 1942. évi évfolyamában megírják, hogy a Bükk hegység egyik nevezetes barlangja, amely Lillafüreden található. 1951-ben régészeti védelem alá helyezték. Az itt talált babérlevél alakú kőeszközök alapján a hegység más barlangjaira is jellemző eszközkészítő ipart 1953 óta a nemzetközi szakirodalom szeleta-kultúrának nevezi. Az 1968. évi Karszt és Barlangban publikálva lett, hogy Vértes László 1951-ben a Magyar Nemzeti Múzeum Őskőkori Gyűjteményének lett a vezetője és ezután korszerű módszerekkel új ásatásokat irányított a klasszikus paleolitos lelőhelyeken, pl. a Szeleta-barlangban. 1976-ban vált országos jelentőségű barlanggá az 5300-as (Bükk) barlangkataszteri területen lévő, miskolci Szeleta-barlang.
Az 1976-ban befejezett, Magyarország barlangleltára című kéziratban az olvasható, hogy a Szeleta-barlang a Bükk hegységben, a miskolci Hámoron helyezkedik el. A Szeleta-tető D-i lejtőjén, 370 m tszf. magasságban van a 4–5 m magas bejárata, amely előtt nagy törmelékdomb látható. A pusztuló, régen patakos barlang 90 m hosszú és kb. 25 m mély. Idegenforgalmi, turisztikai hasznosítása van. Nemzetközi jelentőségű, a proto és javasolutréen, azaz a szeleta kultúra típuslelőhelye. A kézirat barlangra vonatkozó része 1 irodalmi mű alapján lett írva.

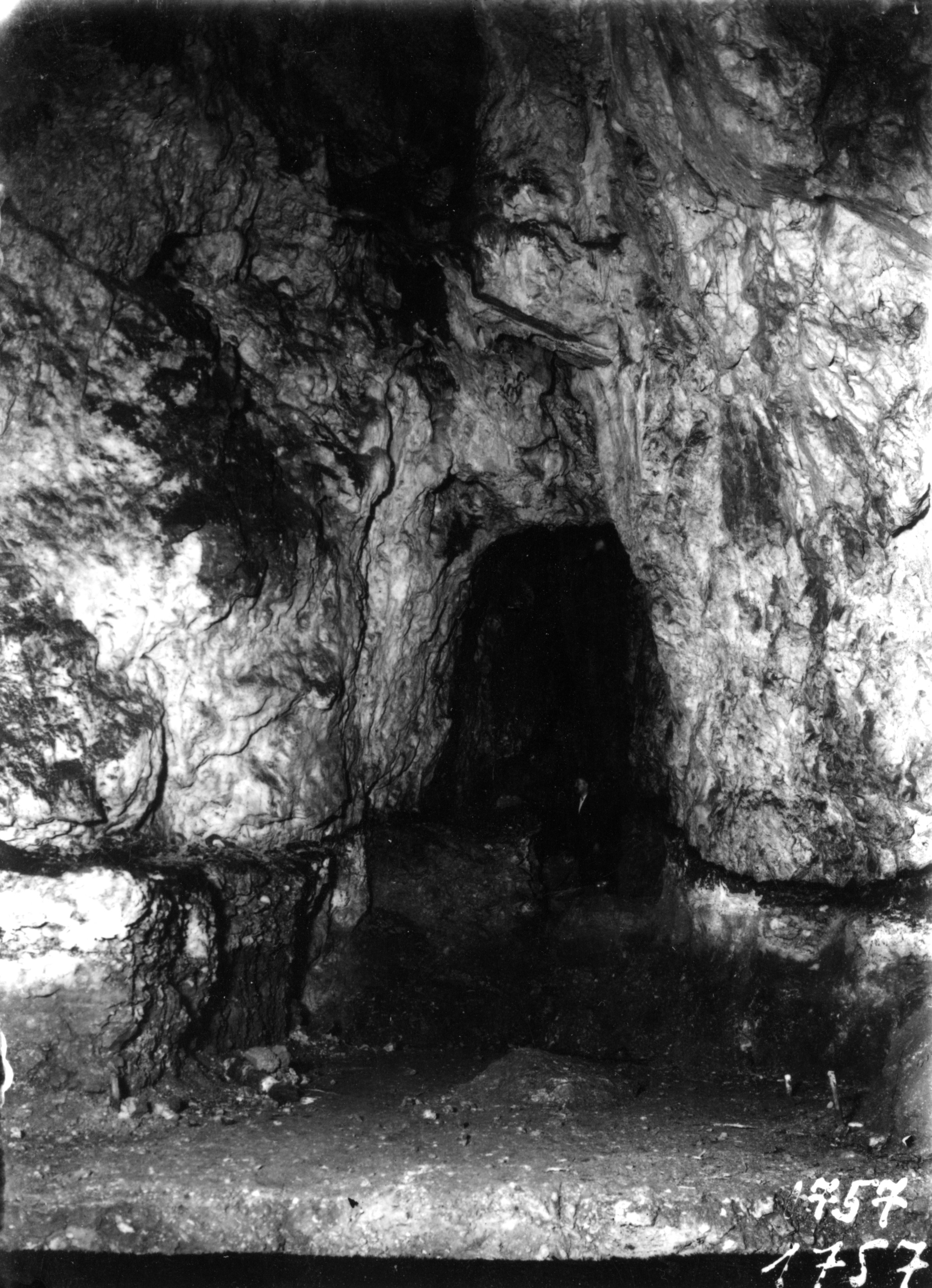
A Szeleta-barlang Bekey Imre Gábor fényképén

Az 1976-ban megjelent, Bertalan Károly és Schőnviszky László által összeállított Magyar barlangtani bibliográfia barlangnévmutatójában szerepel a Bükk hegységben lévő, miskolci barlang Szeleta-barlang néven. A barlangnévmutatóban felsoroltak 95 kiadványt, amelyek foglalkoznak a barlanggal. Az 1976-ban összeállított, országos jelentőségű barlangok listájában lévő barlangnevek pontosítása után, 1977. május 30-án összeállított, országos jelentőségű barlangok listáján rajta van a Bükk hegységben, Miskolcon található barlang Szeleta-barlang néven.
Az 1977. évi Karszt és Barlangban lévő, Gábori Miklós által írt összefoglalásban közölték, hogy fiatalabb a Büdös-pest kultúrrétegének dátuma, mint amilyet a Szeleta-barlang alsó kultúrrétegéből kaptak. A Vértes László által végzett új rétegtisztázó ásatásoknak leginkább a magyarországi barlangi üledékek vizsgálata volt a céljuk (Lais-módszer), és az egyes rétegek időrendi besorolását nagyon segítette pl. a Szeleta-barlang rétegsorának vizsgálata. A barlangnak két kultúrrétege van, amelyek közt nagyon vastag és régészetileg meddő a rétegkitöltés. Az alsó réteg ipara korai szeletien, a felső rétegé fejlett szeletien, és köztük folyamatos a fejlődés. Ma úgy látszik, hogy valószínűleg moustérien volt az alsó kultúrréteg alatt. A tanulmányban van egy Magyarország térkép, amelyen a Magyarországon lévő, régészetileg kutatott barlangok földrajzi elhelyezkedése figyelhető meg. A térképen látható a Bükk hegység lelőhelyei közé sorolt Szeleta-barlang földrajzi elhelyezkedése. A folyóirat 1977. évi különszámába bekerült az összefoglalás angol nyelvű változata. Ebben a tanulmányban is közölve lett a térkép, amelyen Szeleta Cave a barlang neve.
Az 1977. évi Karszt és Barlangban megjelent, Bajomi Dániel által írt tanulmányban van egy Magyarország térkép, amelyen a Magyarországon lévő, biológiailag kutatott barlangok földrajzi elhelyezkedése figyelhető meg. A térképen látható a biológiailag részlegesen feldolgozott Szeleta-barlang földrajzi elhelyezkedése. 25 állatfaj lett meghatározva a barlangból. A folyóirat 1977. évi különszámába bekerült a tanulmány angol nyelvű változata. Ebben a tanulmányban is közölték a térképet, amelyen Szeleta a barlang neve. Az 1978. évi Karszt és Barlangban lévő és Jánossy Dénes által írt megemlékezés szerint úgy tűnt, hogy a nagyméretű, feltűnő bükki barlangok (pl. a Szeleta-barlang), melyeket Vértes László szalonbarlangoknak nevezett, kimerítették anyagszolgáltatásukkal a hegység nagy, szenzációs leleteit.

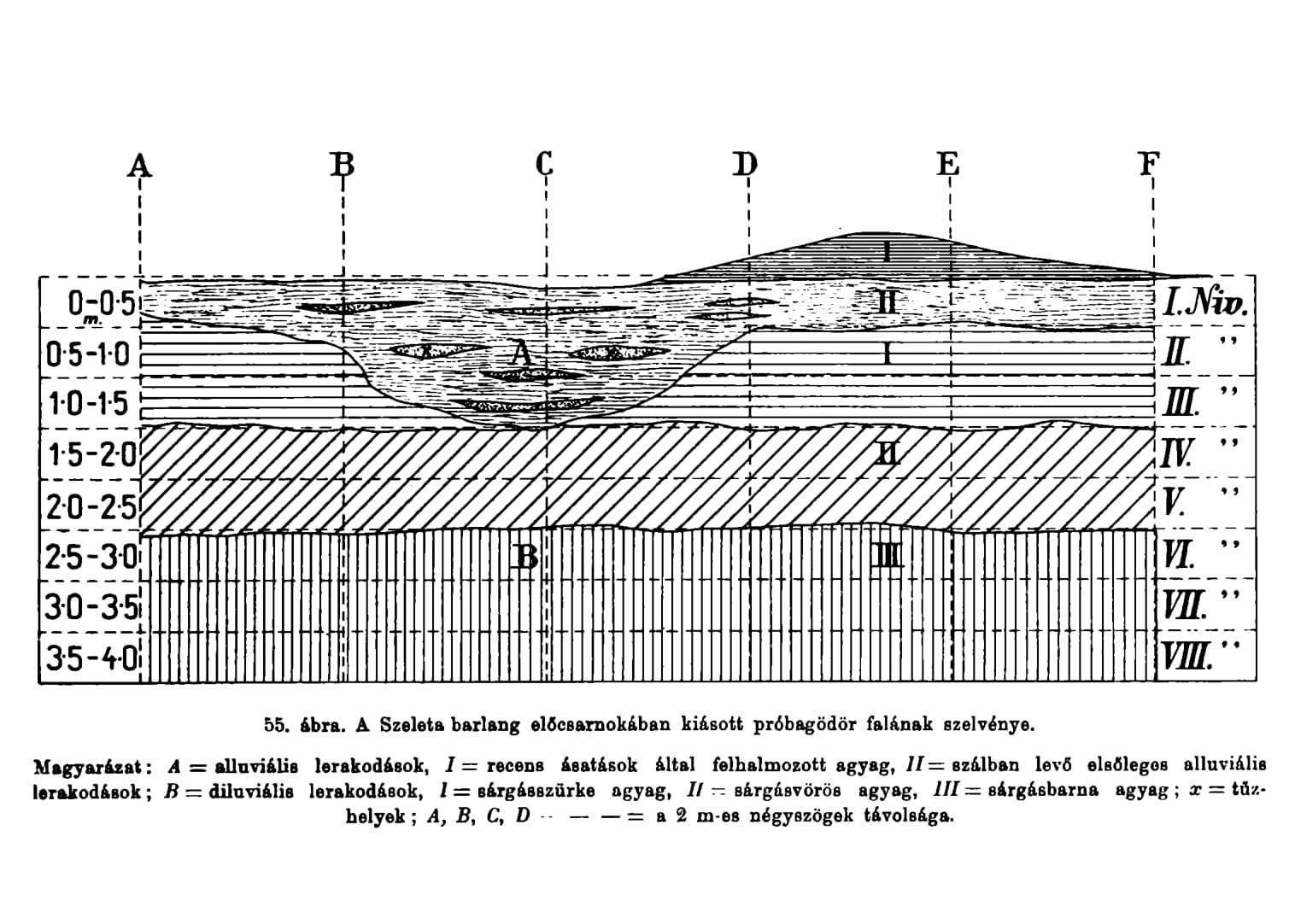
A Szeleta-barlang előcsarnokában kiásott próbagödör falának szelvénye (1910)

Az 1979-ben napvilágot látott, Barlangok a Bükkben című könyvben arról írnak, hogy a Szeleta-barlang Magyarország ősrégészetileg egyik legjelentősebb barlangja. A Szinva felett 95 m-re van a barlang D-re néző nagy bejárata. A bejáratnál a barlang ősrégészetileg rendkívül nagy szerepére emléktábla hívja fel a figyelmet. Dús az algavegetáció a bejárat környékén. A bejárat után tagolt, kb. 70 m hosszú, 10–30 m széles és törmelékkel 1–11 m vastagon feltöltött terem helyezkedik el. A Ny-i mellékág és a főág végén található kisebb ágak (melyekben már cseppkő is van) megtekintéséhez szükséges világítóeszköz. A falon vastag, fekete csík figyelhető meg. Az ásatások ettől a vonaltól mélyítették a barlangot a jelenlegi szint alá. A kitöltésben csontmaradványok társaságában a szeleta-kultúra néven ismert sok ősemberi eszköz lett felfedezve. A Szeleta-barlangtól É-ra van a Szeleta-zsomboly bejárata. A könyvhöz mellékelt, a Bükk hegység barlangokban leggazdagabb területét bemutató térképen látható a 89-es számmal jelölt Szeleta-barlang földrajzi elhelyezkedése.
Az 1980. évi Karszt és Barlang 1. félévi számában publikálták, hogy a kiemelt jelentőségű Szeleta-barlang az 5300-as barlangkataszteri területen (Bükk hegység) helyezkedik el. A barlangnak 5363/1. a barlangkataszteri száma. Az MKBT Dokumentációs Bizottsága a helyszínen el fogja helyezni, a többi kiemelt jelentőségű barlanghoz hasonlóan, a barlang fémlapba ütött barlangkataszteri számát. A barlangkataszteri szám beütéséhez alapul szolgáló fémlap ugyanolyan lesz mint a többi kiemelt jelentőségű barlang fémlapja. 1982. július 1-től az Országos Környezet- és Természetvédelmi Hivatal elnökének 1/1982. (III. 15.) OKTH számú rendelkezése (1. §. és 3. §., illetve 5. sz. melléklet) értelmében a Bükk hegységben lévő Szeleta-barlang fokozottan védett barlang. Az 1982. szeptember–októberi MKBT Műsorfüzet  leírja, hogy a Bükk hegységben található Szeleta-barlang fokozottan védett barlang. A felsorolásban a barlangneveket az MKBT által jóváhagyott és használt helyesírás szerint, javított formában közölték.

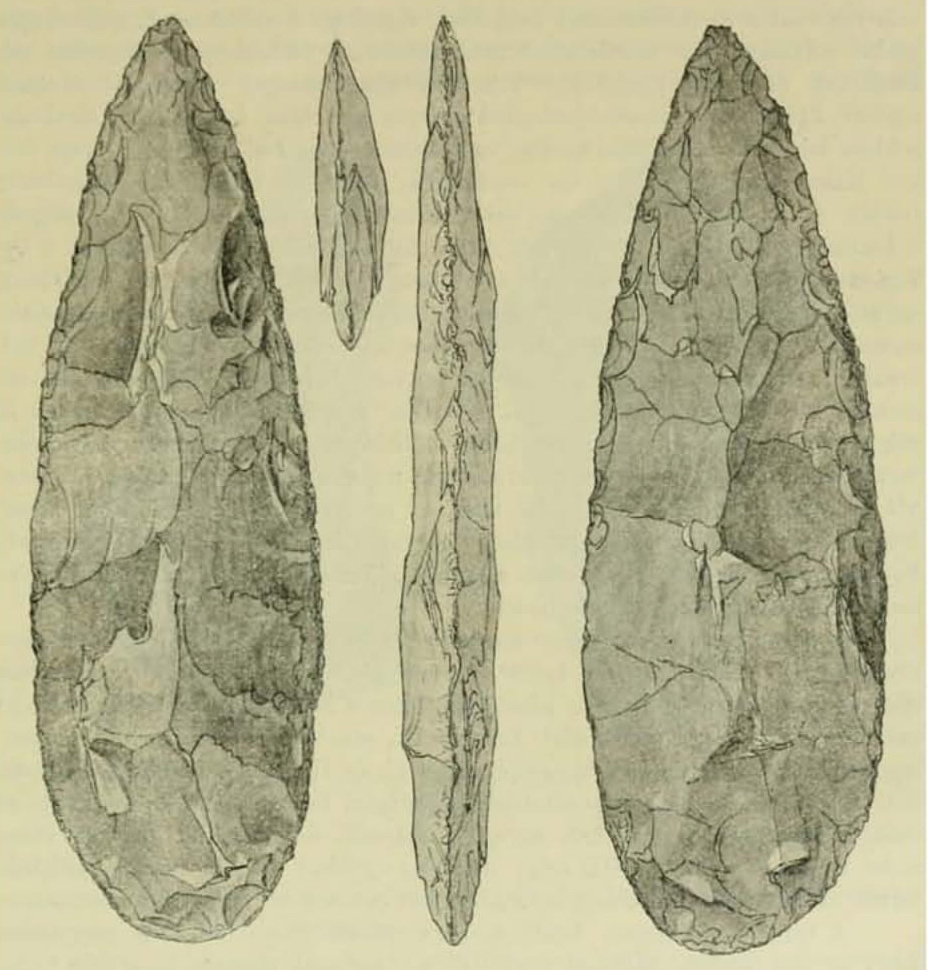
Szeleta-barlang, babérlevél alakú hegy

Az 1984-ben megjelent, Magyarország barlangjai című könyvben van egy Magyarország térkép, amelyen a Magyarországon lévő, biológiailag kutatott barlangok földrajzi elhelyezkedése figyelhető meg. A térképen látható a biológiailag részlegesen feldolgozott Szeleta-barlang földrajzi elhelyezkedése. A kiadványban van egy Magyarország térkép, amelyen a Magyarországon lévő, régészetileg kutatott jelentősebb barlangok földrajzi elhelyezkedése figyelhető meg. A könyv országos barlanglistájában szerepel a Bükk hegységben lévő barlang Szeleta-barlang néven. A listához kapcsolódóan látható az Aggteleki-karszt és a Bükk hegység barlangjainak földrajzi elhelyezkedését bemutató 1:500 000-es méretarányú térképen a barlang földrajzi elhelyezkedése.
Az 1989. évi Karszt és Barlangban lévő, Ringer Árpád által írt tanulmány szerint 1959 és 1989 között, igazán jelentős, komplex kvartergeológiai szempontú feltárás csak a bükki Szeleta-barlangban történt. A dolgozatban közöltek egy ábrát, amelyen megfigyelhető Északkelet-Magyarország felső pleisztocén kronosztratigráfiája és a táblázat egyik egysége a Szeleta-barlang barlangi üledékösszlete. A publikációban van egy térkép, amelyen a régészeti leletek miatt ismert jelentősebb magyarországi barlangok földrajzi elhelyezkedése figyelhető meg. A térképen látható a Szeleta-barlang földrajzi elhelyezkedése. Az írásba bekerült egy fekete-fehér fénykép, amelyen a barlangbejárat 1930-as évek eleji állapota van megörökítve. A folyóirat 1989. évi különszámában napvilágot látott ennek a tanulmánynak az angol nyelvű változata. Ebben a tanulmányban is közölve lett a térkép, amelyen Szeleta Cave a barlang neve.
Az 1989. évi Karszt és Barlangban lévő, Magyarország barlangjai című összeállításban szó van arról, hogy az 1900-as évek elején kezdődött el a Bükk hegység barlangjainak kutatása a fosszilis nagy forrásszájak régészeti ásatásával. Ezeknek a tág bejáratú, általában egyetlen hatalmas bejárati csarnokból álló üregeknek majdnem mindegyike szolgáltatott több-kevesebb őskőkorszaki leletanyagot. Közülük az egyik legismertebb a Lillafüred mellett nyíló Szeleta-barlang. A barlang a benne talált tipikus kőeszközök miatt a bükki szeleta-kultúra típuslelőhelyévé vált. A publikációban lévő 3. ábrán (Bükk hegység térkép) be van mutatva a barlang földrajzi elhelyezkedése. A folyóirat 1989. évi különszámában napvilágot látott ennek az utóbbi tanulmánynak az angol nyelvű változata (The caves of Hungary). Ebben a tanulmányban Szeleta Cave a barlang neve.
Az 1995–1996. évi Karszt és Barlangban meg van említve, hogy Ringer Árpád Északkelet-Magyarország felsőpleisztocén kronosztratigráfiájáról szóló munkájában különös hangsúllyal szerepel néhány bükki barlang, pl. a Szeleta-barlang kronosztratigráfiai feldolgozása. 2001. május 17-től a környezetvédelmi miniszter 13/2001. (V. 9.) KöM rendeletének értelmében a Bükk hegység területén lévő Szeleta-barlang fokozottan védett barlang. Egyidejűleg a fokozottan védett barlangok körének megállapításáról szóló 1/1982. (III. 15.) OKTH rendelkezés hatályát veszti. A 2003-ban napvilágot látott, Magyarország fokozottan védett barlangjai című könyvben az olvasható, hogy Hámor területén, 347 méter tengerszint feletti magasságban nyílik. 115 méter hosszú, 16,5 m függőleges kiterjedésű és 63 m vízszintes kiterjedésű.

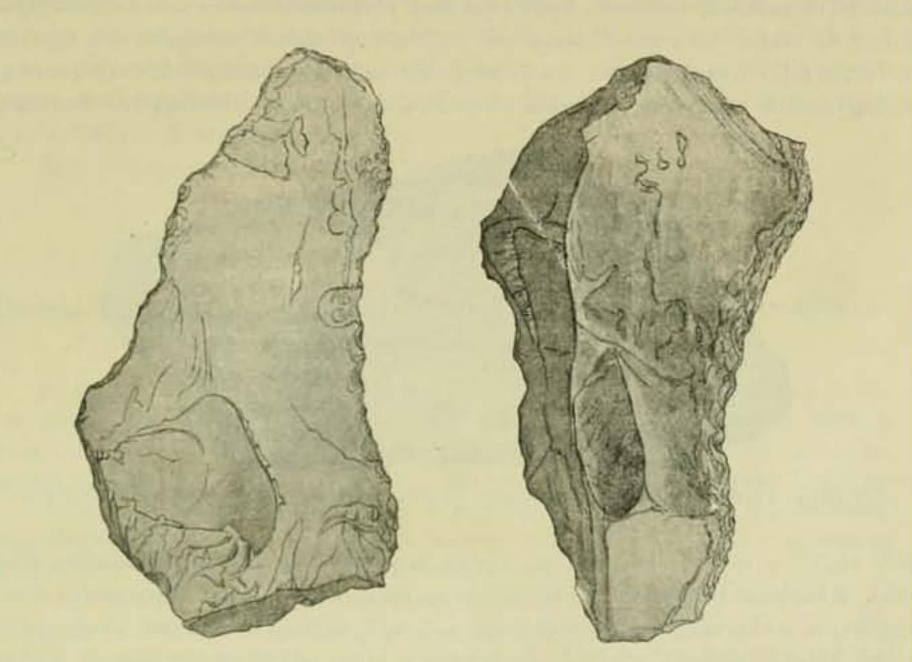
Szeleta-barlang, őskőkorszaki kaparó

A 2005-ben kiadott, Magyar hegyisport és turista enciklopédia című kiadványban önálló szócikke van a barlangnak. A szócikk szerint a Szeleta-barlang a Bükk hegységben található és fokozottan védett természeti érték. Lillafüred felett, a Szeleta-tető D-i lejtőjén, a Szinva völgyétől 98 m-rel magasabban, 347 m tengerszint feletti magasságban van a bejárata. A 115 m hosszú inaktív forrásbarlang triász mészkőben keletkezett. A nagy bejárat mögött lévő bejárati csarnokból két folyosó ágazik ki. 1906-ban itt végezték az első, eredményes, őskőkorszaki eszközt feltáró barlangi ásatást. 1947-ig 10 nagy ásatás történt benne, amelyek 12 m vastag kitöltést harántoltak. Kedvelt tanyahelye volt a középső őskőkorszaktól a korai vaskorig az őskőkorszak vadászó-gyűjtögető népcsoportjának, valamint a későbbi földművelő-állattenyésztő őskori népeknek.
A barlang Európa egyik legjelentősebb őstörténeti nevezetessége a 130 ezer évtől 20 ezer évig folyamatos fejlődést mutató bábonyi-szeletai típusú leletegyüttes, illetve egy másik, pattintott őskőkorszaki kultúra jelenléte miatt. 1953-tól a nemzetközi szakirodalom szeleta-kultúrának nevezi az itt talált babérlevél alakú kőeszközök alapján, a hegység több barlangjára is jellemző eszközkészítő ipart. Kadić Ottokár szócikkében meg van említve, hogy Kadić Ottokár Herman Ottó javaslatára, a Földtani Intézet megbízásából a Szeleta-barlangban 1906-ban kezdte meg azt az ásatássorozatot, amely elindította a szervezett magyar ősemberkutatást.
2005. szeptember 1-től a környezetvédelmi és vízügyi miniszter 23/2005. (VIII. 31.) KvVM rendelete szerint a Bükk hegységben lévő Szeleta-barlang fokozottan védett barlang. 2013. augusztus 12-től a belügyminiszter 43/2013. (VIII. 9.) BM rendelete szerint a Borsod-Abaúj-Zemplén megyei, miskolci, 5363-1 barlangkataszteri számú és 16757 lelőhely-azonosítójú Szeleta-barlang régészeti szempontból jelentős barlangnak minősül. A 2012–2014. évi Karszt és Barlangban közölve lett, hogy a turistáknak kiépített Szeleta-barlangot 2012-ben 36 fő, 2013-ban 32 fő, 2014-ben 0 fő látogatta meg overállos barlangtúrán. 2015. november 3-tól a földművelésügyi miniszter 66/2015. (X. 26.) FM rendelete szerint a Szeleta-barlang (Bükk hegység) fokozottan védett barlang.

## Látogatási statisztika
A Szeleta-barlang látogatóinak száma évenként:
| év              | 2006 | 2007 | 2008 | 2009 | 2010 | 2011 | 2012 | 2013 | 2014 | 2015 | 2016 | 2017 | 2018 |
| látogatók száma | –    | 11   | 0    | 0    | 0    | 32   | 36   | 32   | 0    | 0    | 0    | 0    | 0    |

## A barlang a kultúrában
A barlang megjelenik Szentiványi Jenő A kőbaltás ember (első kiadás éve: 1937) című regényében: „A Bükk hegység tölgyeseiből a Garadna-patakhoz lecammogó vadak fejüket nyugtalanul kapkodva szürcsöltek a vízmedencében. Ritka jelenség igézte meg a szemüket. Meredeken a patak fölött, a Szeleta-tető sziklapárkánya alól, a máskor feketén ásító barlangszájból vörös fény verődött ki. Minden állat réme, a Piros Virág – a tűz – nyiladozott ott, természetével ellenkező, helyben tétovázó lobogással.”

## További irodalom
- Gábori Miklós: Az ötvenezer éves ember. In: Szombathy Viktor szerk.: A magyar régészet regénye. Budapest, 1970. 9–39. old.
- Gyenis Gyula – Hevesi Attila – Kordos László – Mester Zsolt – Ringer Árpád – T. Dobosi Viola: Emberelődök nyomában. Az őskőkor emlékei Északkelet-Magyarországon. Miskolc, 2001.
- Kadić Ottokár: A hámori ősember kutatásának mai állása. Archaeologiai Értesítő, 1911. 164–179. old.
- Kadić Ottokár: A Szeleta-barlang kutatásának eredményei. A Magyar Királyi Földtani Intézet Évkönyve, 1915. (23. évf.) 4. füz. 147–278. old.
- Kadić Ottokár: A jégkor embere Magyarországon. Az összes magyarországi leletek összefoglaló ismertetése. Der Mensch zur Eiszeit in Ungarn. Zusammenfassende darstellung sämtlicher funde des eiszeitlichen menschen in Ungarn. A Magyar Királyi Földtani Intézet Évkönyve, 1934. (30. köt.) 1. füz. 1–147. oldal
- Kadić Ottokár: A Szeleta-barlang szerepe a hazai barlang- és ősemberkutatásban. Természettudományi Közlöny, 1937. (69. évf.) 208. Pótfüzet. 117–124. old.
- Ringer Árpád – Szolyák Péter: A Szeleta-barlang tűzhelyeinek és paleolit leleteinek topográfiai és sztratigráfiai eloszlása. Adalékok a leletegyüttes újraértékeléséhez. A Herman Ottó Múzeum Évkönyve, 2004. 13–32. old.
- Saád Andor: A Bükk-hegységben végzett újabb kutatások eredményei. Archaeologiai Értesítő, 1929. (43. köt.) 238–247. old.